# Echthrus adillae
Echthrus adillae är en stekelart som beskrevs av Davis 1895. Echthrus adillae ingår i släktet Echthrus och familjen brokparasitsteklar.

## Underarter
Arten delas in i följande underarter:
- E. a. tibialis
- E. a. rubidus